# Peale-papagájamandina
A Peale-papagájamandina vagy fidzsi papagájamandina (Erythrura pealii) a madarak osztályának a verébalakúak (Passeriformes) rendjébe, ezen belül a díszpintyfélék (Estrildidae) családjába tartozó faj.

## Rendszerezése
A fajt Gustav Hartlaub német orvos és ornitológus írta le 1852-ben.
A régebbi irodalmakban, egészen az 1970-es évek végéig a fajt a szamoai papagájamandina (Erythrura cyaneovirens) alfajaként írták le. Számos szakértő véleménye szerint azonban ezt a papagájamandinát az erős ökoetológiai különbség miatt önálló fajként kell kezelni. 
A tudományos faj megjelölése még mindig nem egységes, így nemzetközileg még mindig a szamoai papagájamandina alfajaként említik Erythrura cyaneovirens pealii néven, mások pedig önálló fajként Erythrura pealii néven.

## Előfordulása
A Fidzsi-szigetek endemikus madárfaja. A szigetország több szigetén is megtalálható. Természetes élőhelyei a szubtrópusi és trópusi síkvidéki esőerdők és cserjések, valamint tavak, legelők, ültetvények, szántóföldek, vidéki kertek és városi régiók. Állandó, nem vonuló faj.

## Megjelenése
Testhossza 11-12 centiméter. Zömében az egész testrész (nyak, hát, szárnyak, mell, has és alsó farok fedők) zöld színű. Egy erős vörös tollazat található a fejükön, ami egészen a fej hátsó részéig elhúzódik. Ez a vörös rész a fej oldalán fekete szalaggal szegélyezett. Kiterjedése a fekete szalaggal különböző mértékű lehet, egyedenként változó. A maradék tollazat kék. A hímeknél vörös tollazat sok esetben nagyobb és kiterjedtebb mint a tojóknál, de ez alapján nem lehet egyértelműen az ivarokat megkülönböztetni. A tojó sok esetben mattabb színű. A nemek megkülönböztetése a nagyon változékony tollazat miatt nem egyszerű. Vannak egyedek melyeknek sárgás homloka vagy hiányoznak a fekete szegélycsík. Ezek mind a faj variációkra vagy pedig a különböző tenyésztési/tartási körülményekre vezethetőek vissza.
|  |

## Életmódja
Fészkelési időben párban, különben kis csapatokban (max. 20 egyed) jár táplálék után. Rendkívül aktív, gyors mozgású madár, táplálkozás közben villámgyorsan repülnek bokorról bokorra, kerülve a nyílt térségeket. A rovarokat gyakran a virágokról csipegetik le, miközben ügyesen egyensúlyoznak a vékony szárakon.
Kisebb csapatban a talajon, keresgéli magvakból és rovarokból álló táplálékát.

## Szaporodása
Fészkét bokrokra, fákra, időnként sziklamélyedésekbe rakja. A hím hordja a fészekanyagot, a tojó elrendezi. Fészekalja 2-4 tojásból áll, a költési idő 15-17 nap. Nappal felváltva ülnek, éjjel csak a tojó kotlik. Kelés után mindkét szülő etet, a fiókák 18-22 naposan hagyják el a fészket, és többé már nem térnek vissza oda. A kirepülés után az öregek még két hétig etetik a fiakat, melyek kb. 33-35 napos korukban válnak önállóvá. A fiatalok sárgás szürkészöldek, alul világosabbak. A kirepülés után hamarosan megindul a színeződés, és normális körülmények között 4 hónap alatt be is fejeződik.

## Természetvédelmi helyzete
Az elterjedési területe nem nagy, egyedszáma viszont stabil. A Természetvédelmi Világszövetség Vörös listáján nem fenyegetett fajként szerepel.